# Turpinia formosana
Turpinia formosana är en pimpernötsväxtart som beskrevs av Takenoshin Nakai. Turpinia formosana ingår i släktet Turpinia och familjen pimpernötsväxter. Inga underarter finns listade i Catalogue of Life.